# Mézières-en-Vexin

Mézières-en-Vexin este o comună în departamentul Eure, Franța. În 1 ianuarie 2022 avea o populație de 598 de locuitori.